# 싱룽와 문화
흥륭와 문화 또는 싱룽와 문화(중국어 간체자: 兴隆洼文化, 정체자: 興隆窪文化, 병음: xīnglóngwā wénhuà Xinglongwa culture[*])는 기원전 6200년경에서 기원전 5400년경의 중국 만리장성 북방에 존재하는 신석기 시대의 문화이다. 그 출토 범위는 현재의 중화인민공화국 내몽고 자치구 부근에서 랴오닝성 부근에까지 걸쳐 있어 홍산 문화로 이어지는 랴오허 유역의 문명의 하나로 추정된다.
중화인민공화국은 2002년부터 2005년까지 중화인민공화국이 실시한 통일적 다민족 국가론에 입각한 공정 연구의 일환으로, 2003년 6월부터의 '중화문명탐원공정'을 통하여 중국은 황하문명(黃河文明)보다 빠른 요하문명(遼河文明)을 중화문명의 뿌리로 규정하고 있다. 이제까지 이민족이었던 사람들이 살던 땅으로 보던 요하문명을 중국문명의 시발점으로 보기 시작했으며, 이를 중화민족과 중국사에 편입시키고 있는 것이다. 중국은 1980년대부터 본격적인 발굴이 이루어지면서 싱룽와 문화, 훙산 문화, 자오바오거우 문화, 신러 문화 등의 요하일대의 신석기문화를 문화의 단계를 넘어 세계의 새로운 문명으로 보아 '요하문명'(遼河文明)으로 명명(命名)하여 부르고 있다.

## 개요
싱롱와 문화는 비취 등의 구슬 제품이 출토된 문화로서는 중국에서 가장 오래된 것이며, 용이 출현하는 문화 중에서도 중국에서 가장 오래된 것이다. 또한 싱롱와 문화 유적에서는 평저원통형의 비교적 낮은 온도로 구운 토기가 출토되었다. 황하 문명 외에 선사시대 중국의 신석기 시대 문화가 남쪽의 장강 유역 및 북쪽의 랴오허에서 발견되어 싱롱와 문화는 랴오허 문화의 하나로서 중요하게 자리매김하고 있다.
싱롱와 문화 유적에서는 계획적으로 취락을 쌓아 올린 흔적을 찾을 수 있다. 주거가 열을 이루고 있는 상태의 취락 흔적이 세 개의 유적에서 발견되었고, 또 몇 개의 유적에서는 한 층 더 큰 건물이 발견되었고, 굴에 둘러싸인 환호 집단 취락지도 발견되었다.
싱롱와 문화의 표식유적인 싱롱와 유적은 내몽고 자치구의 츠펑 시 아오한 기의 구릉 남서쪽 기슭에 있다. 이 유적은 남동쪽 1.3 km 위치에 있는 싱롱와 군락 유적에서 이름이 붙여졌다.

## 출토품
유적에서는 수혈식 주거가 120개소가 발견되었고, 각 주거의 중앙에는 부뚜막이 있었다. 싱롱와 유적의 중앙에는 큰 건물이 있었던 흔적외에도, 중국에서도 초기 시대에 발견되는 환호(굴을 파서 만든 집)도 발견되었다. 이 굴 안은 2만m2도 있는 큰 취락이 존재하였다. 매장 풍습도 독특하여, 몇 개의 유골은 주거 아래에 매장되어 있었다. 싱롱와 문화의 다른 유적 같이, 싱롱와 유적의 분묘 등에서도 비취로 만든 구슬이 발견된 분묘에서는 구슬 제품 외에도 돼지 한 쌍과 함께 매장된 유골도 있었다. 최근 발견된 싱롱구 유적(興隆溝遺跡)에서는 극소량이지만 잡곡이 있던 증거가 발견되었고, 요하 문명에 있어서 싱롱화 문명에는 유일하게 농업이 존재했다고 보는 증거가 되고 있다.

## 같이 보기
- 중국의 신석기 문화 목록
- 훙산 문화